# Victorio Pezzolla

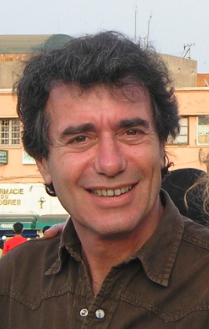
Victorio Pezzolla en 2007

Victorio Marcial Pezzolla (Buenos Aires, 29 de mayo de 1952) es un músico argentino. 

## Biografía
También es un productor, compositor, letrista. Estudió guitarra primero en Génova y luego en Roma. 
En 1974 compuso su primera banda sonora, para la película La colegiala ( tit.orig. "La Liceale"), dirigida por Michele Massimo Tarantini y que contaba con las actuaciones de Gloria Guida, Álvaro Vitali, Mario Carotenuto, Gianfranco D'Angelo. La cinta, producida por Medusa Film, fue censurada y debió ser estrenada en 1975.
A continuación hizo las bandas sonoras de L'Argent du ministre (1979), película francesa de Mauro Cappelloni, y Habitantes del último paraíso (1982), cinta italiana dirigida por Umberto Lenzi. De esta última, la canción de los títulos "As The Night" interpretada por Victoria, tuvo buen éxito en las radios "libres" de aquella época. Eddy e la banda del sole luminoso, (título Español En busca del rey sol) (EE.UU.) (1992) dibujo animado por Don Bluth, (Rock-a-doodle Título Original), Con canciones en italiano interpretadas por Rossana Casale y Bobby Solo, Diario di un vizio, (Italia) dirigida por Marco Ferreri con Sabrina Ferilli, Jerry Calà  (1993).
En 1980 compuso palabras y música de la canción "I Am A Rebel" interpretada por Leif Garrett y producida por Richard Finch de KC and the Sunshine Band para Scotti Brothers Records, y en 1981 ha arreglado y producido en estudio de grabación para Wea el sencillo de Marina Perzy "E-Op".
En 1981 fue el turno de "Memories", compuesta y arreglada para Ellen Cobben (en italiano "Fácile", cantada por Liana Orfei). 
En 1982 arregla dos canciones de los Bee Gees, I Started a Joke y Marley Purt Drive, en una versión instrumental y colocadas en una compilación de K-Tel. En 1982 también arregla el 45 "Sono Tich / Brutto affare" interpretada por Andrea Tich.
En 1983 organiza la preproducción de Sarà Quel Che Sarà, canción con la que Tiziana Rivale ganó el Festival de Sanremo de ese año, publicada por WEA.
En 1984, de nuevo por la Wea, produce Regalami un Sorriso, interpretada por Drupi y arreglada por Tony Hymas de Ph.D., que consiguió un buen resultado en el Festival de San Remo de ese año.
Es productor e intérprete de los tres primeros discos en italiano de Los Pitufos y también productor y a veces intérprete de numerosos discos "Dance" Italo Disco del principio de los años ochenta (Dealer/Black Jack , Asso/Do it Again-Don' t stop, Pussycat/Le Chat,  Nasty Schoolboys/You don' t have a bicycle y otros). 
También compuso muchos jingles para comerciales y varios temas para la televisión, incluyendo "Gioca", protagonizada por July e Julie para RAI 3 "TG 3 lo sport: "I Am A Rebel", cantada por Leif Garrett para "il Barattolo" presentado por Fabrizio Frizzi en RAI 2, numerosas canciones de latin-american para "Vamos a Bailar", presentado en Rai 1 por Leonardo Pieraccioni y Brigitta Boccoli, el tema en italiano del cartón "Potsworth & co." del álbum "I Bambini Irresistibili" que también contiene la canción Coccolypso, traducida al portugués con el título de Coccolypso de São Tomé, también tema de un programa TV en Portugal. 
En 1992, participó como percusionista en el tour italiano de Rossana Casale, junto con Andrea Zuppini (guitarra), Andrea Valentini (batería, más tarde baterista de Blood, Sweat & Tears), Fabio Nuzzolese (Piano) y Alessandro Cercato (bajo).
Como letrista, además de haber escrito la letra en Español, Inglés e Italiano de la casi totalidad de sus composiciones, escribió textos en español para varios artistas, entre ellos Nicola Di Bari.
También escribió la versión en español de An american Hymn (Himno Al Amor ), cuya versión original fue cantada por Plácido Domingo, así como las versiones en español de Always On My Mind (Vives En Mi Corazón) cantada en el original de Elvis Presley y Let's make love (Amame) cuya versión original fue realizada por Faith Hill y Tim McGraw. 
Ambos, Amame y Vives En Mi Corazón se encuentran en el disco de Patrizio Buanne Forever Beguins Tonight (2006). 
En 2008, produjo el álbum Jazz de Lele Micò "Il sole sull' onda di un pianoforte", y En 2009 hizo "Cruising", un álbum Lounge Music en estilo de los setenta.
En junio 2012 fue lanzado el CD "Petrolio", un disco conceptual de canciones italianas que compuso e interpretó. 
También en 2012, la Private Records alemán publicò un LP, disco de vinilo de edición limitada titulado "Do It Again", una colección de canciones "Italo Disco" de los años 80 producidas por Victorio Pezzolla, cuyo principal tema es la versión de Asso de la histórica "Do It Again" de Steely Dan.
En 2014, realizó junto con Stefano Barzan "Latin Pop Songs" (etiqueta Primrose), un álbum de canciones en español e inglés en el estilo "baja california", y también un poco '"Tex/Mex".
En 2015, para seguir, "Sophisticated Lady" y  "Dream Holidays", instrumentales. Etiqueta Flippermusic.
En 2018 la banda sonora de la película italiana "Qui a Manduria tutto bene" se remasteriza para convertirla en un álbum ex novo.
Fue asistente de Keith Emerson durante la composición de la música de la película Inferno de Dario Argento (1980). En el transcurso de su actividad, en varias épocas, ha colaborado con todas las multinacionales del campo de Ediciones Musicales y discografía.
Actualmente, colabora con Radio Francigena, como productor y conductor del programa "RockApedia".
- Datos: Q4011310